# Li Wenlong
Li Wenlong (chiń. 李文龙; ur. 4 lutego 2001 w Fushun) – chiński łyżwiarz szybki specjalizujący się w short tracku, wicemistrz olimpijski z Pekinu 2022, mistrz świata juniorów.

## Wyniki

### Igrzyska olimpijskie
- Pekin 2022
  - 1000 m – 2. miejsce
  - sztafeta mężczyzn – 5. miejsce

### Mistrzostwa świata juniorów
- Montreal 2019
  - 500 m - 5. miejsce
  - 1000 m - 14. miejsce
  - 1500 m - 9. miejsce
  - sztafeta mężczyzn - 1. miejsce